# Elaphoglossum caroliae
Elaphoglossum caroliae är en träjonväxtart som beskrevs av John T. Mickel. Elaphoglossum caroliae ingår i släktet Elaphoglossum och familjen Dryopteridaceae. Inga underarter finns listade.